# فريد هويل
فريد هويل عالم فضاء ورياضيات بريطاني ولد في 24 يونيو 1915 ب «بينغلي» في غرب يوركشاير في بريطانيا، وتوفي في بورنموث في 20 أغسطس 2001 يعتبر من أبرز علماء الفضاء في القرن العشرين  وساهمت أعماله بشكل كبير في فهم وتفصيل نظرية الانفجار العظيم وقد كان من معارضيها وهو من أطلق ساخراً عبارة الانفجار العظيم (بالإنجليزية: Big Bang)‏ في برنامج على إذاعة بي بي سي، وله يعزى فضل حسابات تفاعلات الانصهار النجمي، وسمي على اسمه مذنب مشهور.

## نظرياته المثيرة للجدل
لديه الكثير من المعارضة للوسط العلمي ومن أشهرها

## معارضته لنشوء الحياة التلقائي على الأرض
كان في سنواته الأخيرة ناقداً لاذعاً لمن يقول بفكرة نشوء الحياة على الأرض بشكل تلقائي وشاركه في ذلك «شاندرا ويكماراسينغ» وقدم بديلاً لها نظرية التطفة أو البذرة الفضائية ويالتالي أعاد صياغة نظرية التطور على أنها شيء يأتي من الفضاء وليس من الأرض ويعد هذا موقفاً فريداً يتوسط التطوريين والخلقيين من هذا العالم.
قدم فريد هويل في عام 1982 كتابه التطور من الفضاء كمحاضرة للمعهد الملكي، بعد النظر إلى ما اعتبره الاحتمال الضئيل لنشوء الحياة على الأرض وقال:
في كتابه «التطور من الفضاء» 1982/1984 (تم تأليفه مع تشاندرا فيكراماسنغ Chandra Wickramasinghe)، قام هولي بحساب احتمال الحصول على السلسلة الضرورية من الإنزيمات حتى لأبسط خلية حية دون بنسبرميا (تبذر) فكان الاحتمال 1040,000. بما أن هذا عدد الذرات في الكون المعروف يعد متناه في الصغر عند مقارنته (فقط 1080)، احتج بهذا على أن الأرض كمكان لأصل الحياة ربما تحت تحكم خارجي.
واعتبر أحد أنصار التصميم الذكي أن هولي «ملحد يناصر التصميم الذكي» نتيجة لما كتبه من قبل.
وقارن هولي الظهور العشوائي لأبسط خلية دون افتراض بنسبرميا (تبذر) بتجمع مواد طائرة بوينغ 747 نتيجة مرور زوبعة في مكب نفايات وأن فرصة تكوين بروتين من نظام شمسي مليء أحماض أمينية واحد تعادل فرصة حل رجل أعمى للعلبة مكعب روبيك.

## الجوائز
- جائزة كالينغا لتبسيط العلوم (1967)

## وصلات خارجية
- فريد هويل على موقع IMDb (الإنجليزية)
- فريد هويل على موقع الموسوعة البريطانية (الإنجليزية)
- فريد هويل على موقع ميوزك برينز (الإنجليزية)
- فريد هويل على موقع إن إن دي بي (الإنجليزية)
- فريد هويل على موقع قاعدة بيانات الفيلم (الإنجليزية)
- فريد هويل  على قاعدة بيانات الخيال التأملي على الإنترنت